# Inventário de Lisboa
Inventário de Lisboa foi publicado pela autarquia de Lisboa em 12 fascículos, entre 1944 e 1956, tendo como responsável o olisipógrafo Norberto de Araújo coadjuvado por Durval Pires de Lima. Trata-se de uma obra de referência para o estudo do património edificado, incluindo "monumentos nacionais e municipais, palácios, antigos paços, igrejas, ermidas, restos conventuais, edifícios públicos, quanto existe das defesas arqueológico-militares, túmulos, cruzeiros, chafarizes, obeliscos, monumentos consagratórios, elementos heráldicos, ruínas, portas, etc. Além dos autores, participam na ilustração desta obra Martins Barata, José Espinho, Carlos Ribeiro e Rosa Duarte, e o fotografo Horácio Novais